# Avenue de Verdun (Ivry-sur-Seine)
Pour les articles homonymes, voir Avenue de Verdun.
L'avenue de Verdun est une des principales voies de circulation se trouvant à Ivry-sur-Seine. Elle suit le tracé de la route départementale 5, anciennement route nationale 305.

## Situation et accès
L'extremité nord de l'avenue de Verdun se situe à la limite de Paris au croisement de la rue Charles-Leroy et du boulevard Hippolyte-Marquès. Elle rencontre entre autres la rue Barbès, la rue Paul-Andrieux et la rue Carnot. Elle se termine au carrefour du boulevard de Stalingrad (anciennement boulevard Lamouroux), de la rue Michelet et de la rue Henri-Martin.
Elle est accessible par la station de métro Porte de Choisy sur la ligne 7 du métro de Paris, et par la ligne 9 du tramway d'Île-de-France, dont le parcours la suivra sur toute sa longueur.

## Origine du nom

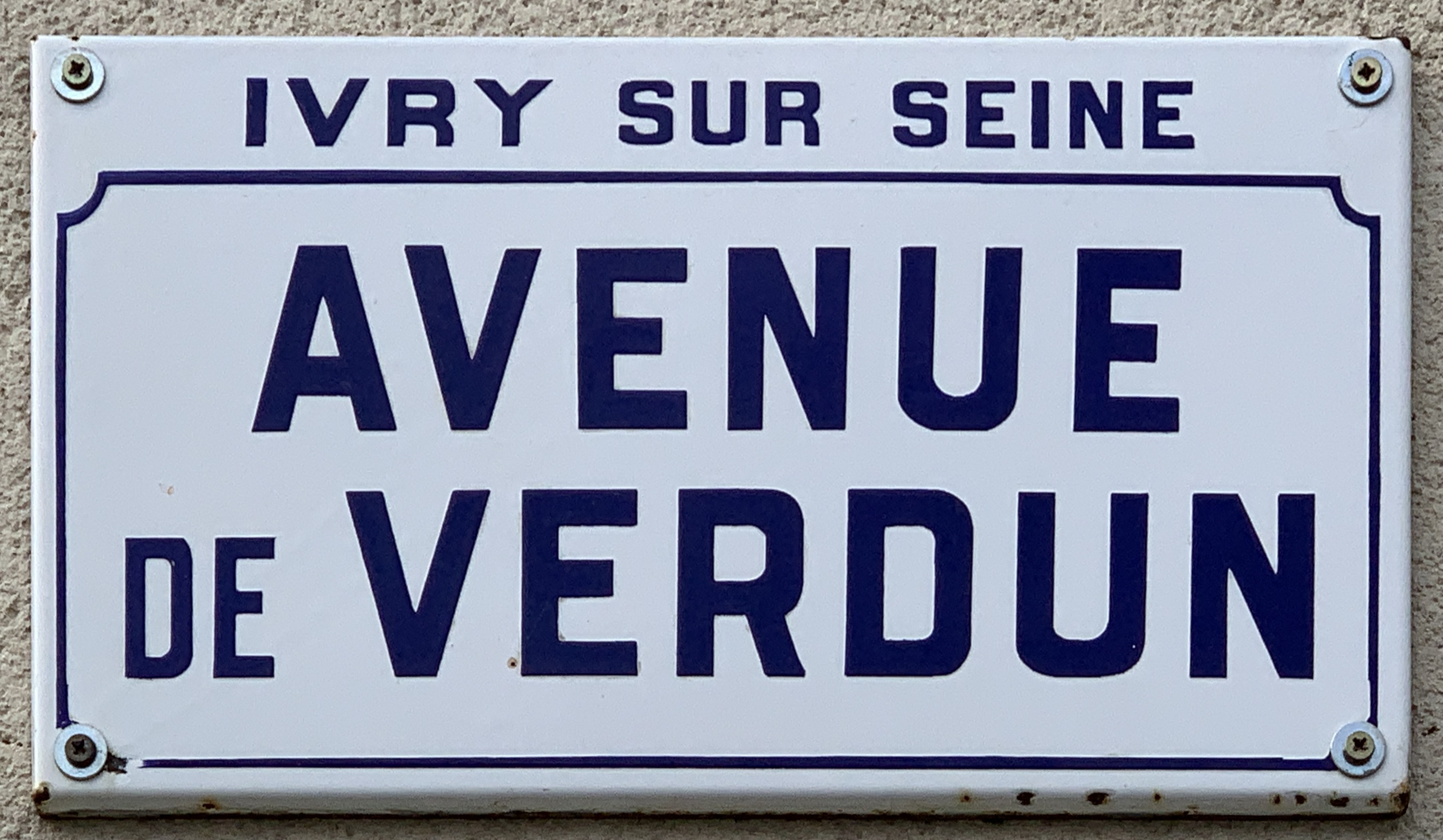
Plaque de l'avenue.

Cette avenue porte le nom de Verdun, ville du département de la Meuse, célèbre par la bataille dont elle fut le centre en 1916.

## Historique

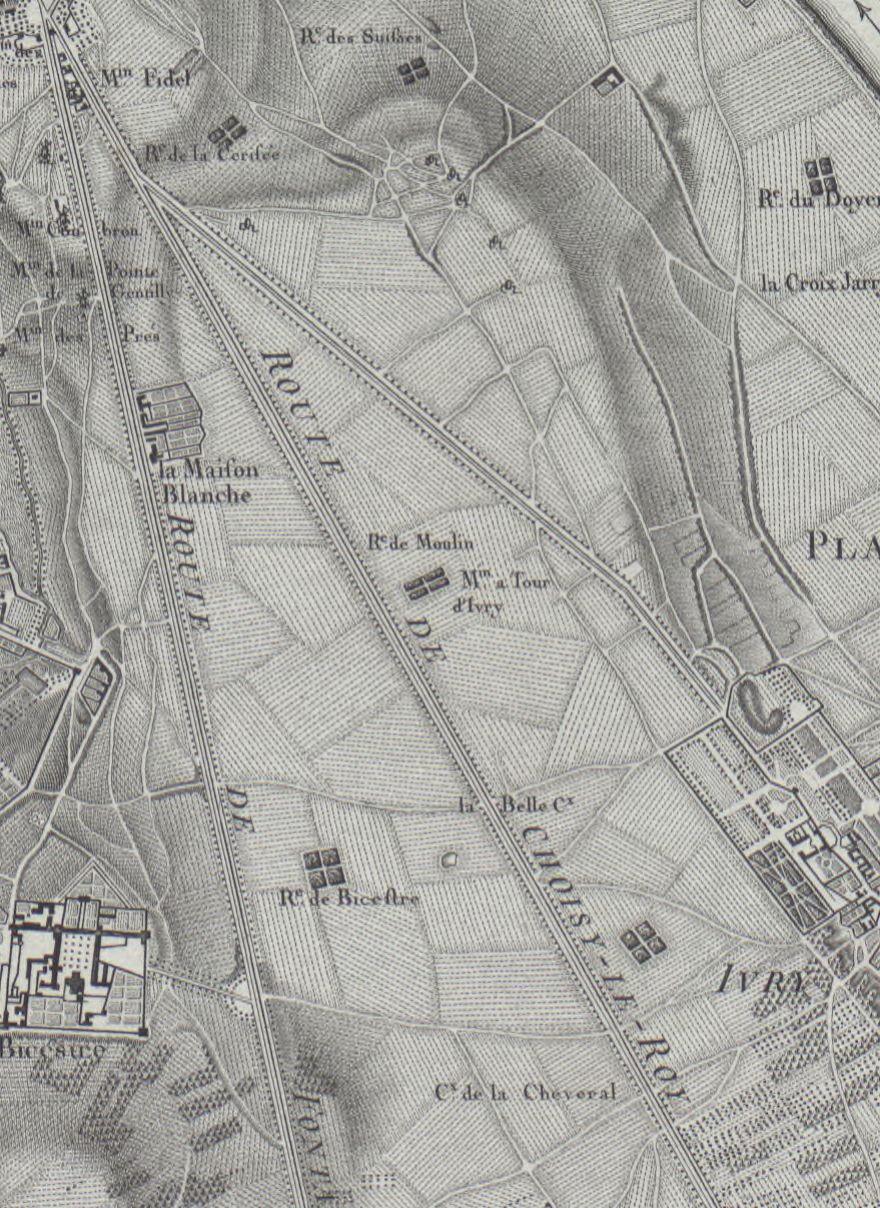
Route de Choisy sur la carte des Chasses du Roi, XVIIIe siècle.

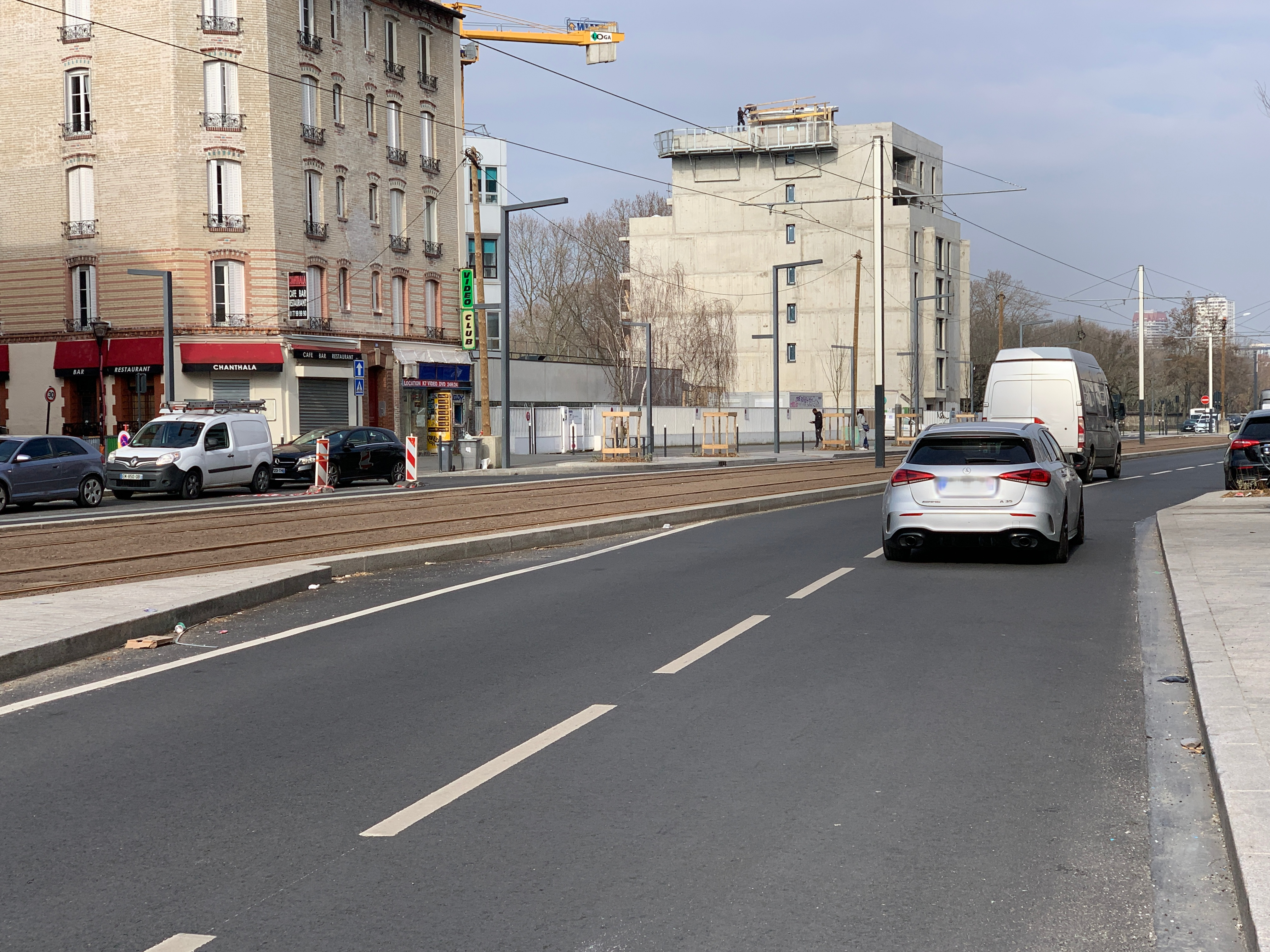
Vue de la voie.

Cette voie de circulation s'appelait autrefois « route de Choisy », était le chemin le plus direct vers Choisy-le-Roi, et existait depuis le Moyen-Âge. Cette route est pavée en 1750. Elle apparait sur la carte des chasses du roi sous le nom « route de Choisy-le-Roi ».
En janvier 1921, la Société des transports en commun de la région parisienne y ouvre la ligne de tramway nos 84,. Cette ligne existera jusque dans les années 1930. 
Sa partie nord, située entre le boulevard Masséna et les bastions nos 88 et 89 de l'enceinte de Thiers a été annexée par la ville de Paris en 1929 pour former l'avenue de la Porte-de-Choisy.
Elle porte son nom actuel depuis le 1er janvier 1964
.
L'avenue de Verdun est notamment connue pour figurer parmi les clichés de la série photographique 6 mètres avant Paris réalisée en 1971 par Eustachy Kossakowski. Cette œuvre représente les cent-cinquante-neuf rues pénétrant dans Paris, centrant la prise de vue sur le panneau de signalisation indiquant l'entrée dans la capitale. 

## Bâtiments remarquables et lieux de mémoire
- Cimetière parisien d'Ivry, créé en 1861 et agrandi en 1874.
- Bureaux de la Direction générale des entreprises.